# New Empire, Vol. 1
New Empire, Vol. 1 —en español: Nuevo Imperio, Vol. 1— es el sexto álbum de la banda estadounidense de rap rock, Hollywood Undead, fue lanzado el 14 de febrero de 2020 mediante el sello discográfico independiente, Dove & Grenade Media, junto con el, otro sello BMG.

## Antecedentes
Según el miembro George "Johnny 3 Tears" Ragan: "Este álbum es nuestro intento de reinventar Hollywood Undead, no solo un nuevo sonido para este lanzamiento, sino un sonido completamente nuevo para la banda. Nuestro objetivo desde el principio fue hacer música que se destaca solo de nuestros otros álbumes, pero se adapta perfectamente a lo que hemos hecho antes. Construir sobre lo viejo para crear un nuevo sonido y un Nuevo Imperio".

## Promoción
Hollywood Undead lanzó el sencillo principal, "Already Dead", el 25 de octubre de 2019. Se lanzó un vídeo musical aproximadamente una semana más tarde, el 31 de octubre de 2019. El segundo sencillo, "Time Bomb" fue lanzado el 15 de noviembre, así como el anuncio de que el álbum se titularía New Empire, Vol. 1.
En una entrevista con el vocalista de Silverstein Shane Told en su programa de podcast Lead Singer Syndrome, los miembros Danny Murillo y Jorel "J-Dog" Decker confirmaron que Benji Madden de Good Charlotte, Kellin Quinn de Sleeping with Sirens y el rapero Killstation aparecerán en New Empire, Vol. 1.

## Lista de canciones
| N.º | Título                                                   | Duración |  |
| 1.  | «Time Bomb»                                              | 3:37     |  |
| 2.  | «Heart of a Champion»                                    | 3:30     |  |
| 3.  | «Already Dead»                                           | 3:57     |  |
| 4.  | «Empire»                                                 | 3:59     |  |
| 5.  | «Killin' It»                                             | 2:55     |  |
| 6.  | «Enemy»                                                  | 3:11     |  |
| 7.  | «Upside Down» (con Kellin Quinn de Sleeping with Sirens) | 3:04     |  |
| 8.  | «Second Chances» (con Benji Madden de Good Charlotte)    | 4:13     |  |
| 9.  | «Nightmare»                                              | 3:40     |  |